# Gemini 10
Gemini 10 (GT-10) fu una missione nello spazio con equipaggio nel corso del programma Gemini degli Stati Uniti d'America.

## L'equipaggio
John Young, che già aveva volato la missione di Gemini 3, venne nominato per la sua seconda missione nello spazio nel ruolo di comandante di Gemini 10. Gli venne affiancato quale pilota Mike Collins. L'equipaggio iniziò con la preparazione specifica per la missione a gennaio del 1966.
In un primo momento vennero nominati come equipaggio di riserva gli astronauti Jim Lovell ed Edwin Aldrin. L'incidente di volo avvenuto il 28 febbraio 1966 che provocò la morte degli astronauti Elliot See e Charles Bassett già nominati quale equipaggio per la missione di Gemini 9, causò la modifica di alcune assegnazioni di missione ai singoli equipaggi. Così a marzo 1966 venne dato l'annuncio che Tom Stafford ed Eugene Cernan, cioè l'equipaggio di riserva di Gemini 9 erano stati nominati quale nuovo equipaggio ufficiale, mentre Lovell ed Aldrin, cioè l'equipaggio di riserva per Gemini 10, era stato nominato equipaggio di riserva per la missione di Gemini 9. Pertanto si rese necessario nominare un equipaggio di riserva nuovo per questa missione. Tale incarico venne assunto dagli astronauti Alan L. Bean e Clifton Williams.
Per questa missione svolsero il ruolo di radiofonisti di contatto con la capsula - (Capcom) il veterano del programma Mercury Gordon Cooper ed Edwin Aldrin.

## Preparazione

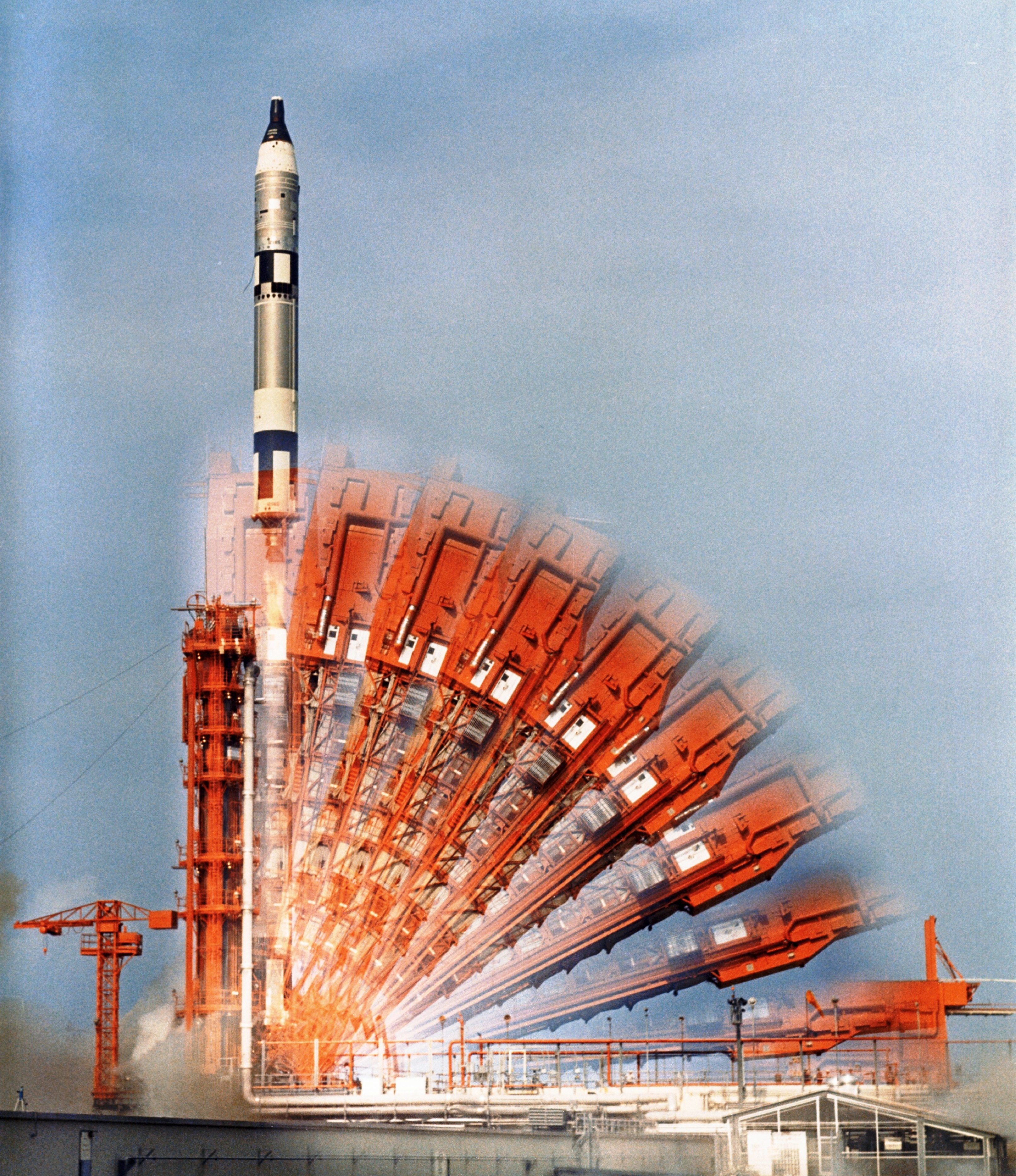
Il lancio di Gemini 10

Fino a questo momento in tutti i voli del programma Gemini si era registrato un unico successo nell'aggancio di una navicella spaziale del tipo Gemini ad un satellite precedentemente lanciato nello spazio. Nonostante il successo raggiunto con la missione Gemini 8, la manovra aveva comportato enormi problemi, tanto che fu necessario interrompere la missione. L'aggancio previsto per la missione di Gemini 9 fallì addirittura completamente. Pertanto l'aggancio di Gemini 10 al satellite del tipo Agena fu l'obbiettivo primario di questa missione - da raggiungere ad ogni costo.
Un'ulteriore apoteosi della missione venne programmata per l'attività extraveicolare del pilota Mike Collins.
La capsula Gemini con il numero 10 venne consegnata a Cape Kennedy dalla McDonnell Aircraft Corporation il 13 maggio. Il razzo vettore del tipo Titan venne assemblato il 7 giugno, mentre il montaggio della capsula in punta al razzo venne concluso il 9 giugno.

## Missione

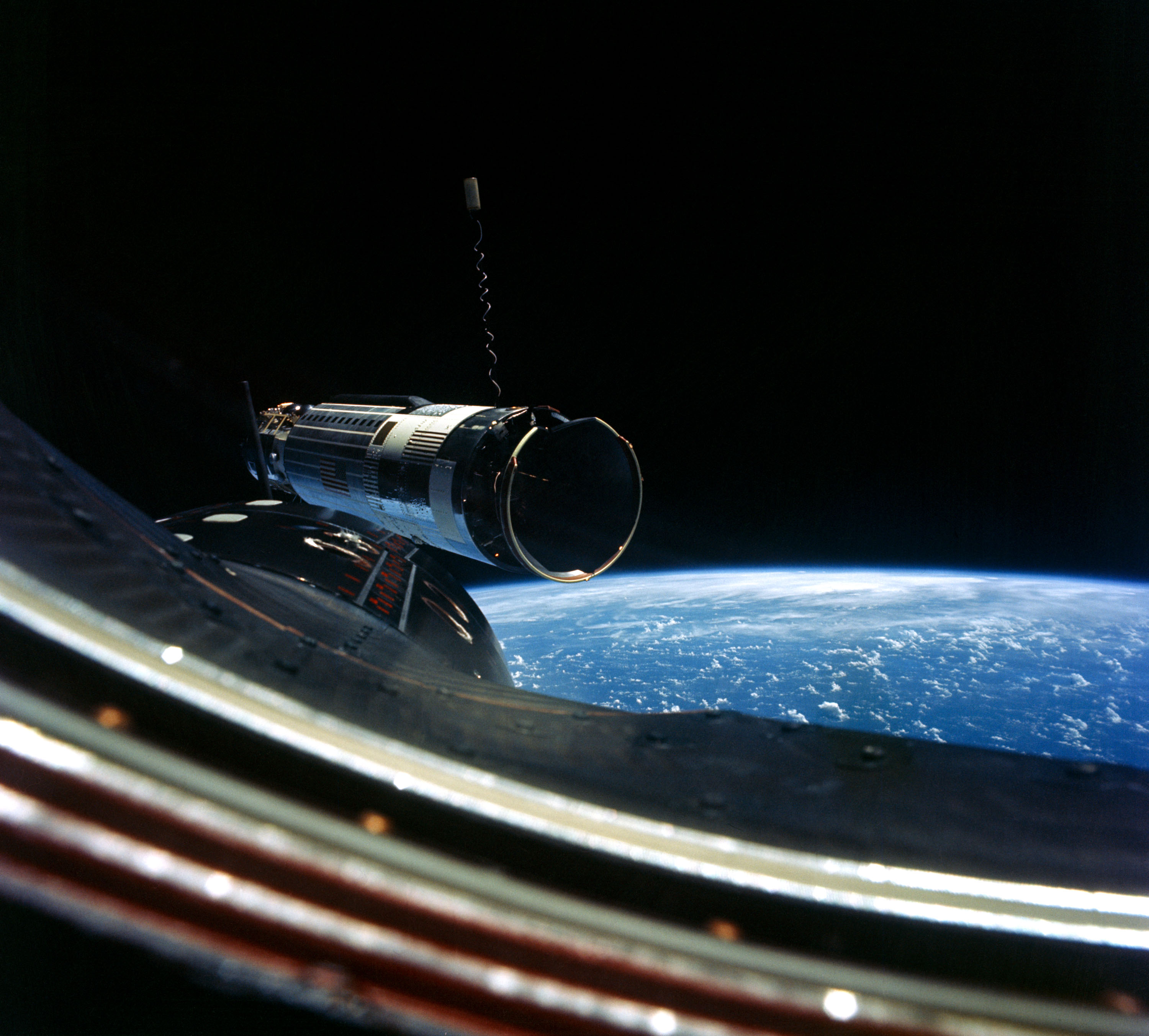
Il satellite Agena prima del rendezvous

La missione Gemini 10 iniziò alle ore 15:39 del 18 luglio 1966 con il lancio del satellite Agena GATV-10 (Gemini Agena Target Vehicle) montato su di un razzo vettore del tipo Atlas-Agena.
Alle ore 17.20 seguì il lancio della capsula Gemini mediante un razzo vettore di tipo Titan. Al momento di giungere nell'orbita intorno alla Terra, Gemini 10 si trovava ad una distanza di 1600 chilometri da GATV-10. La navigazione ottica eseguita direttamente dagli astronauti fallì a causa del fatto che i valori calcolati dagli astronauti non corrispondevano ai risultati ottenuti dai calcolatori del centro di controllo a terra.
Gemini 10 fu comunque in grado di avvicinarsi al satellite. La manovra di aggancio riuscì perfettamente e senza incontrare problemi. A causa degli errori nella manovra di rendez-vous, furono necessarie alcune correzioni di rotta che comportarono un elevato consumo di carburante (il 60% della disponibilità dell'OAMS). Per questo motivo fu deciso di mantenersi agganciati all'Agena per il tempo più lungo possibile, in modo da usare il suo sistema di controllo d'assetto al posto di quello della capsula.
In seguito venne effettuata la prima accensione di 80 secondi del motore principale del GATV-10 per innalzare l'apogeo dei due veicoli fino a 763 chilometri. Fu la prima volta nella storia dell'astronautica in cui una navetta spaziale sfruttò i propulsori di un secondo veicolo per cambiare la propria orbita. Durante questa correzione di traiettoria, gli astronauti volarono con la schiena verso la direzione di volo. Con questa manovra, gli astronauti fissarono il nuovo record di altitudine battendo quello della sovietica Voschod 2 (apogeo 475 km).
Si procedette con la prima EVA di Mike Collins. Durante questa rimase semplicemente in piedi nella navicella spaziale con il suo portello aperto per effettuare diverse riprese fotografiche della Terra e delle stelle. Questo tipo di attività extraveicolare, durante la quale in pratica l'astronauta non lascia la navicella spaziale, venne eseguita per la prima volta e chiamata Stand-Up-EVA.
Dopo ulteriori cambi di traiettoria, una seconda accensione di 78 secondi (Delta V -105 m/s) allineò l'orbita della Gemini 10 con quella del GATV-8, l'Agena che a marzo dello stesso anno era stato lanciato per la missione di Gemini 8. Una terza accensione circolarizzò l'orbita ad un'altezza di 377 km, quindi la capsula si sganciò dal GATV-10 e proseguì l'avvicinamento coi suoi motori.
Gli astronauti credettero di avvistare il loro nuovo bersaglio quando esso si trovava ancora a 176 km di distanza, ma dal NORAD gli fu confermato che si trattava in realtà del GATV-10 che avevano abbandonato e che si trovava ad una ben più modesta distanza di 5.5 km. L'avvistamento del vero GATV-8 avvenne da circa trenta chilometri, e con la semplice navigazione ottica unita all'assistenza delle basi a terra l'avvicinamento si svolse senza problemi di sorta. Young avvicinò la capsula fino a stazionarla a tre metri dal bersaglio. Quindi Collins uscì per la seconda volta e si diresse verso l'Agena.
Il suo compito consisteva nel recupero di un'apposita piastra precedentemente montata sull'Agena per documentare l'impatto di micro-meteoriti. Durante il primo tentativo scivolò a causa della superficie sdrucciolevole barcollando nel vuoto dello spazio, ma grazie alla "pistola" a gas compresso in dotazione riuscì a stabilizzare la sua posizione e fare ritorno verso l'Agena. Con una certa fatica, al suo secondo tentativo riuscì nell'intento di smontare la piastra: durante questa operazione comunque perse la sua macchina fotografica. Infine, durante il rientro nella capsula, si avvolse nella corda di sicurezza alla quale era rimasto attaccato durante tutta la durata dell'attività extraveicolare. Tale problema comunque poté essere immediatamente risolto dal compagno di missione.

## Atterraggio
Il giorno successivo Gemini 10 accese i retrorazzi frenanti, atterrando 36 minuti più tardi nelle acque occidentali dell'Oceano Atlantico, a 5,4 chilometri dal punto precedentemente calcolato per l'atterraggio. Gli astronauti vennero recuperati da un elicottero per essere portati a bordo della nave di recupero, la USS Guadalcanal.

## Importanza per il programma Gemini
Tutto sommato, Gemini 10 poté essere considerata una missione di successo. La manovra rendezvous con due satelliti differenti era riuscita senza incontrare problemi, come pure era stato raggiunto con piena soddisfazione l'obiettivo primario della missione, cioè l'aggancio ad un altro veicolo spaziale con conseguente accensione dei congegni di propulsione di questo secondo veicolo per effettuare una correzione di traiettoria. Le uniche attività che avevano effettivamente comportato dei problemi furono le attività fuoribordo. Le successive missioni avrebbero dovuto essere calcolate con spazi di tempo più ampi, nonché comprensive di appositi periodi di riposo per gli astronauti ivi impegnati.
Per l'Agena invece, la missione non si concluse con l'atterraggio della capsula Gemini. Infatti i tecnici della NASA accesero a distanza il congegno di propulsione per un'ulteriore volta, per portarla su una traiettoria diversa, onde consentire la misurazione delle diverse temperature a seconda della distanza dalla Terra.